# Puente Victoria (Melbourne)
El Puente Victoria (en inglés: Victoria Bridge) es un puente sobre el río Yarra entre Richmond y Hawthorn, Melbourne, Australia. Recorre la calle Victoria a través del Yarra.
El puente está remachado y soldado con acero. Fue terminado en 1884. El puente se amplió en 1890 con la adición de una tercera parte de nuevos muelles en el lado de aguas arriba para llevar a los tranvías de caballos. En 1915 el puente fue reforzado para acomodar el peso adicional de los tranvías eléctricos.